# Bitka za Fojnicu 1993.
Bitka za Fojnicu bila je bitka Hrvata Srednje Bosne od bošnjačke agresije na prostore Fojnice i fojničkog kraja naseljene Hrvatima.

## Prije bitke
Na prvim demokratskim izborima u BiH, u općini je pobijedio HDZ. Većinu općine je na početku kontrolirao HVO, ali je sam gradić i hrvatska sela na sjeveru i zapadu općine kasnije zauzela ABiH. 
Velikosrpska agresija 1992. godine zaobišla je fojničku općinu i vjerovalo se da je ovdje oaza mira. U postrojbama fojničkoga HVO-a bili su i mnogi Muslimani-Bošnjaci. Prividno je bilo dobro. Ispod su tinjale napetosti i pripremana izdaja saveznika.
Premda u početku se zajedno brane od velikosrpskog agresora, dio bošnjačkog vodstva imalo je zadnje namjere. Dolazak bošnjačkih kadrova KOS-a JNA podrijetlom iz Sandžaka, i uklanjanje svih koji su bili za suradnju s Hrvatima, značio je početak prekretnice u odnosima. KOS-ovci su stvorili utjecajni lobby preko koga je KOS snažno utjecao na muslimane u BiH, galvanizirane jugoslavenstvom. Prije rata bošnjački KOS-ovci pratili su aktivnosti oko osnivanja HDZ, preko razvijenih obiteljskih i profesionalnih veza pratili formiranje prvih postrojbi ZNG-a, njihovo naoružavanje, planove uporabe tih postrojbi, aktivnostima HDZ-a i tamošnjeg kriznog stožera na obrambenim pripremama, nepoznata udjela u naoružavanju pobunjenih Srba te poslije u agresiji na Hrvatsku 1991. i 1992. dotad obavještajno (aktivnosti protiv hrvatske vlasti poput snimanja filma, sličnog onom kakav je napravljen s Martinom Špegeljem) i bojno aktivnim na ratištima po Hrvatskoj, situacija postaje sve gora. Da bi odanost Bosni i Hercegovini i tobožnji pad u srpsku nemilost bio uvjerljiviji, plasiraju informacije da su u prijelaznom razdoblju skrivali se od JNA zbog stvaranja patriotske lige. Novi ljudi u bošnjačkom oružanom vodstvu stvaraju napetosti s Hrvatima kojih nije bilo. Premda je uskopaljski kraj preplavljen kao posljedica srpske agresije i narušavanja demografske strukture zbog velikog hrvatskog izbjeglištva i dolaska na ovo područje iznimno velikog broja Muslimana protjeranih od Srba. Dotadašnji pitomci Ace Vasiljevića postaju vodeći u ABiH i stranačkoj vojsci SDA Patriotskoj ligi.
Događaji prije sukoba potvrđuju da je ciljano uklonjeno zapovjedno osoblje ABiH koje je htjelo surađivati s HVO. Nakon sukoba 23. listopada 1992. godine kod Prozora, kad su pripadnici Armije BiH iz zasjede kod sela Dobrošin ubili četvoricu pripadnika HVO-a, ramskim postrojbama Armije BiH u pomoć su krenule postrojbe iz Konjica, Jablanice i Uskoplja. Međutim, pripadnici Armije BiH iz ramskih sela Lapsunj, Lug, Varvara i Kovačevo Polje odbili su zapovijed Muharema Šabića da napadnu HVO i položili su oružje.
25. veljače Sefer Halilović u „Direktivi za obranu suvereniteta i integriteta BiH napisanoj 25. veljače 1992.“ kao primarni cilj Patriotske lige odredio “zaštitu muslimanskog naroda”, ne spominjući Hrvate i “očuvanje integriteta i cjelovitosti BiH”. Među neprijateljske snage uvrstio je “snage SDS-a”, ali i “ekstremne snage HDZ-a”, premda je još uvijek bio upitan opstanak Hrvatske, kako su pokazali srpski protunapadi u Hrvatskoj nakon Operacije Maslenica, a kamoli nekakvo ugrožavanje muslimanskog naroda.
25. svibnja 1992. Sefer Halilović postavljen je za zapovjednika Republičkog stožera Teritorijalne obrana BiH, pod čijim zapovjedništvo je transformirana u Armiju BiH, a uskoro je imenovan načelnikom Glavnog stožera Armije RBiH i članom krnjeg Ratnog predsjedništva RBiH. Na diskusijama muslimanskog vodstva sudjelovao u stvaranju plana za naseljavanje muslimanskih prognanika na područja središnje Bosne i sjeverne Hercegovine gdje su Hrvati većina. U tom pravcu inicirao i sproveo plan dovođenja velikog broja muslimana u Lašvansku dolinu nakon pada Jajca i ostalih dijelova BiH.
20. listopada 1992. stvorili su se vojni preduvjeti za agresiju na Hrvate jer je rastući broj vojno sposobnih muslimanskih izbjeglica pridošlih ovamo bio organiziran, naoružan i uvježban za ofenzivne operacije. Nikad nije objašnjeno zašto takav borbeni motiv nisu imali za braniti svoje domove od Srba. Mudžahedini, pripadnici ABiH i naoružani izbjeglice bili su ubacivani u ključna sela u skupinama od po tri, četiri čovjeka. Ubačeni ljudi skrivani su po muslimanskim domovima ili po džamijama. Potkraj 1992. ABiH rasporedila je veći broj svojih borbenih brigada na ključne točke duž dolina Lašve, Kozice i Lepenice u središnjoj Bosni.
Listopada i studenoga 1992. izvjesno je bilo da su Muslimani držali tri velike tvornice oružja. Pod oružjem su imali do 70 tisuća ljudi u Sarajevskoj i Tuzlanskoj oblasti. General HV Antun Tus primijetio je to, izjavivši na televiziji i da mu je nejasno bošnjačko nepoduzimanje većih operacije, nego je sve spalo na HVO. Tusove tvrdnje poslije je potvrdio general Stipetić svjedočenjem da sa strane Tuzlanskog korpusa u to vrijeme nisu ništa reagirali, premda je dogovorio s njima oslobodilačku operaciju gdje bi HV napravio mostobran i pošao ka Tuzli, a s tuzlanske strane trebao je poći napad na VRS koji uopće nije poduzet pa je prekinuo već započetu operaciju. Bošnjaci su masovno napuštali istočnu i središnju Bosnu. Kod Hrvata je to izazivalo srdžbu, jer je sav teret obrane pao na Hrvate, dok su bošnjački vojno sposobni muškarci odlazili dalje. Zbog toga je nakon nakon izvjesnog vremena napravljen filter gdje su propuštali dalje samo žene i djecu, a vojno sposobne muškarce zadržavali u detencijskim centrima. 
17. prosinca 1992. Narodna skupština Republike Srpske donijela je Deklaraciju o završetku rata u kojoj "zaključuje da je etničko-vjerski rat u bivšoj BiH za Republiku Srpsku završen i da je srpski narod obranio svoju samostalnu i suverenu državu – Republiku Srpsku". Susret s Karadžićem 15. siječnja 1993. pokazao je dublje razloge srpske odluke. Događaj je evidentni nastavak politike. Godinu i pol prije, prije osamostaljenja Hrvatske i Slovenije, 17. svibnja 1991. godine sastali su se srpsko i muslimansko vodstvo u BiH. Alija Izetbegović je ponudio Radovanu Karadžiću podjelu BiH na tom sastanku. Dva dana zatim Karadžić je izvijestio Slobodana Miloševića o prijedlogu.
Nerazumna agresivna politika vodstva ABiH ne može se ničim objasniti. S obzirom na situaciju na terenu, nije bilo nikakva razloga za napad. Hrvati su primili muslimanske izbjeglice, olakšavši muslimanskoj vojsci borbe protiv Srba bez straha za odmazdu nad njihovim obiteljima. Namjesto koncentriranja snaga ABiH za koncentrirani napad prema Donjem Vakufu, gdje je bojišnica prema agresorskoj Republici Srpskoj bila tek nekih desetak kilometara, ABiH je potrošila i raspršila snage za stvaranje nove, dotad nepostojeće crte bojišnice prema Hrvatima duge preko pedeset kilometara. Nepotrebni rat samo je zamorio dva dotadašnja saveznika i dao tako potrebni predah srpskom agresoru. 
Siječnja 1993. sročen je nelogični Vance-Owenov plan koji je honorirao agresiju, nacionalnu većinu jednog naroda stavio u većinsku jedinicu drugog naroda i obrnuto. Premda se nagađa da je sastavljen da bi izazvao sukobe,  kod ljudi dobre namjere to se ne bi dogodilo i nikakve podvale ne bi ih zavadile.
Muslimani su se u međuvremenu naoružali, i to u dobroj mjeri uz pomoć Hrvata. Napad na Uskoplje je bio radi dobivanja vremena da središnju Bosnu riješe vojnički da bi buduća provincija 10 za njih bila prihvatljivija, što je kako je sada već sasvim sigurno – bez Hrvata u njoj. Međunarodna zajednica blagonaklono je gledala na ofenzivu ABiH na Hrvate središnje Bosne. To potvrđuje i potpuno pasivna promatračka uloga UNPROFOR-a koji se u potpunosti držao po strani sve dok poraz ABiH u ovoj agresiji nije bio sasvim izvjestan,  pa je poduzeo akcije kojom je spašavao vojske Muslimana u situacijama kad su trebali biti vojno potučeni na terenu.
Po Hrvate je u Srednoj Bosni spasonosna je bila organiziranost i ratno iskustvo, no to nije uspjelo u Fojnici, zbog prevelike koncentracije domicilnih Muslimana u gradu i okolici, kao i izbjeglih i prokrijumčarenih vojno sposobnih osoba u Fojnicu i okolicu, a prije svega zbog političke i vojničke naivnosti Hrvata koji su Fojnicu ostavili nebranjenu, nadajući se inozemnoj zaštiti. Vance-Owenov plan Hrvatima je dodijelio ovaj kraj. Na štetu Hrvata, takva odluka nije se očigledno dopala onima koji su se držali lukavo po strani uz filozofiju da ovo nije njihov rat ostavivši Srbima, bez ikakva otpora, brojna mjesta u kojima su bili prirodna većina. Umjesto razmišljanja o suživotu kao izbjeglica, obrani prostora saveznika koji im je pružio utočište i planiranja kako se vratiti u svoj kraj, isplanirali su kako propust nebranjenjem svog kraja namire na račun Hrvata na ovim prostorima.
U siječnju 1993. ABiH poduzela je probnu ofenzivu na Uskoplje. Bošnjački mediji podjarivali su atmosferu. Stvarali su negativni naboj radi obračuna s novim "agresorom" HVO-om u Lašvanskoj regiji i Uskoplju. Plasirali su lažne vijesti o boravku 115. brigade HV i VP HV u OZ SB. U siječnju su poduzeli napad na Uskoplje, radi čega su dovukli snage s bojišta okrenutih prema četnicima, s Visokog, Ilijaša, Maglaja i Zavidovića. Tzv. Zelena legija dobila je zadaću likvidirati kadrove HVO i izvršiti atentat na g. Ignjaca i zapovjednika OZ Srednja Bosna. Znali su da je elitna brigada HVO A.B. Bušić na bojišnici prema četnicima, što ABIH olakšava posao osvajanja, potpunog poražavanja i razbijanja snaga HVO. Plasirali su svojem kadru lažnu vijest o navodnom planu HVO djelovanja prema ABIH, gdje je "prva faza Uskoplje i Bugojno, druga N. Travnik i Travnik" i da će taj zemljovid poslati u Ženevu. Slijed događaja bio je da se radilo o planu djelovanja ABIH.
Pored pokušaja da se dođe do primirja sukob se još više rasplamsava, u Bugojnu i drugim gradovima i po selima muslimanski vojnici se otvoreno ukopavaju i u HVO-u shvaćaju da ovo nije nikakvi izolirani izgred, nego uvod u pravi rat. Glavni stožer OZSB-a zbog toga naređuje 16. siječnja svim postrojbama podići borbenu spremnost na najvišu razinu, uključujući i zabranu svih dopusta, prikupljanje i raspoređivanje privatnog oružja, razoružavanje i izolaciju Muslimana u redovi¬ma HVO-a u slučaju neposluha i jačanje sigurnosnih mjera u pojedinim hrvatskim selima unutar Operativne zone. Podmukao, neočekivan napad ABiH je unio prvu pomutnju u redove HVO, ali pribrali su se i zadržali ili vratili izgubljene položaje.
ABiH je plan o protjerivanju Hrvata iz središnje Bosne nastavila 19. siječnja, kad su dijelovi Trećega korpusa postavili nadzornu točku kod Kaćuna, na cesti Busovača - Kiseljak. Ne uspjevši poraziti Hrvate kod Uskoplja pregrupira snage uz dodatnu mobilizaciju 3. korpusa u Zenici, regrutiravši čak i 16-godišnjake, koja je činila ogromnu brojčanu prevagu na strani Muslimana. Budući da su ocijenili da definitivno ne mogu preko Makljena i Rame spojiti snage Trećeg i Četvrtog korpusa ABiH, prešli su na pričuvni plan B. Plan B je bio udar na prostor u središnjoj Bosni kojeg Hrvati najteže mogu obraniti. To je prostor na spoju čak 5 općina - Busovača, Kakanj, Visoko, Kiseljak i Fojnica, „najslabija karika“ u hrvatskoj obrani ovdje je i raskrižje putova, strateško raskrižje kojim se ne samo kontroliraju važne prometnice nego se njegovim stavljanjem pod kontrolu razdvajaju hrvatski prostori u dolini Lašve i onaj u dolini Lepenice. Razdvojene postrojbe HVO-a na taj način znatno gube snagu u zajedničkom djelovanju i prednosti središnjeg zapovijedanja i vođenja oružane borbe.
Očigledno po dobro pripremljenom scenariju, jednako iznenađujuće, ABiH tjedan poslije početka napada na Uskoplje, 19. siječnja s istog prostora ABiH napada Kaćune između Busovače i Kiseljaka te otvara novi front te su svi dogovori kod Uskoplja s muslimanske snage ispali obična farsa jer ovdje moraju zapriječiti svaki prolaz prema Novom Travniku, Travniku i dalje u unutrašnjost. ABiH je počinila zločine u hrvatskim selima. Snage 310. brdsko-planinske brigade Fojnica pod zapovjedništvom Nihada Kamenjaša, jačine bataljuna bile su u pričuvi i uglavnom osiguravale logističku potporu na pravcu Uskoplje/Jablanica/-Fojnica-Kaćuni-Zenica i bile u spremnosti za interveniranje u rajonu Kaćuni.
Istovremeno s napadom na Hrvate u Kaćunima, napali su Hrvate u dijelovima općine Fojnica, Kiseljaku i Busovači. Ubili su hrvatske civile iz tih mjesta, zarobili ih i protjerali, pa je ubrzo ih ovih krajeva ABiH i mudžahedini protjerali preko 3.000 osoba.
Sastanak predstavnika HVO i ABiH na kojemu je dogovoreno zadržavanje dostignutih crta, otvaranje vatre u slučaju napada druge strane te da se svaki pokret neutralizira vatrom dogovoren je 21. siječnja. ABiH se nije držala dogovora. Usprsko zabilježenim ogromnim gubitcima ABiH nastavlja borbena djelovanja.
22. siječnja napala je ABiH Fojnicu. U stožeru Operativne zone HVO Središnja Bosna, kojom zapovijeda pukovnik Tihomir Blaškić, jednako su iznenađeni razvojem događaja ali i odlučni da se obrane.
Dana 23. siječnja načelniku GS HVO Mostar upućuju izvanredno izvješće s novim saznanjima oko događaja u Uskoplju iz kojeg se vidi da raspolažu informacijama da je sve isplanirano u stožeru ABiH u Sarajevu i na Igmanu a operativno je razrađeno u Zenici od Envera Hadžihasanovića, Vehbije Karića i Refika Lende. Naglašava se da je podmukli plan usmjeren prema Ženevi s ciljem da se optuže Hrvati i HVO. Zbog toga Alija Izetbegović i nije potpisao Vance-Owenov plan očekujući promjene stanja na terenu. GS HVO Mostar su iz HVO Srednje Bosne upozorili na pregrupiranje i popunu postrojbi kod srpskih snaga „koji samo čekaju napadno djelovanje muslimanskih snaga, pa da uzmu ono što su zacrtali“. 
Sukobi se nastavljaju, broj poginulih svakim danom se uvećava. Primirja se potpisuju ali mira nigdje.
Nakon neuspjeha ofenzive na Uskoplje, ključnu točku za nadzor srednje Bosne, ABiH prebacila je postrojbe na drugu lokaciju i napala Busovaču i Kiseljak 25. siječnja. Oko 8.500 vojnika Armije BiH krenulo je iz pravca Zenice, Visokog, Kaknja i Fojnice na Busovaču. Grad je bio u okruženju i blokiran, ali je 1.400 vojnika HVO-a sve to izdržalo i obranilo grad od napada postrojbi Armije BiH. Dan poslije potpisala je primirje. Nakon siječanjskih borbi u četiri sela koje je napao HVO nije više bilo sukoba sve do travnja.
Nakon neuspjeha kod Uskoplja, bošnjačko vodstvo je preusmjerilo resurse prema susjednim hrvatskim krajevima Srednje Bosne. Napadno djelovanje ABiH trajalo je neprekidno 10 dana i noći. I pored toga upornom obranom Hrvati Busovače su uspjeli u najvećem dijelu sačuvati pradjedovska ognjišta od bošnjačke agresije. Naknadno je otkriveno da je cilj ABiH bio zauzeti Busovaču i spojiti se sa snagama iz Visokog, te produžiti borbenim djelovanjima prema Kiseljaku i Kreševu. Nakon toga je 305. brigada trebala ovladati Fojnicom a ostatak Hrvata središnje Bosne iz Viteza, Novog Travnika i Travnika, prema tim pretpostavkama, predao bi se i sam. Poslije toga je nestrpljivom Aliji u Ženevu trebalo poslati nove mape kao prilog za korigirani Vance-Owenov plan. Uspjeh hrvatske obrane u Uskoplju, Kiseljači, Busovači i drugdje na tom potezu natjeralo je bošnjačkog agresora da ustukne. Zapovjedništvo 3. korpusa ABiH suočilo se s ogromnim gubitcima u vlastitim redovima. Procjene idu dotle da je ABiH u siječanjskom ratu od Uskoplja do Kiseljaka izgubila između tri i pet tisuća vojnika. Pritisnuta ratnim neuspjehom, krajem siječnja donijela je zapovijed o prekidu borbi i pregovorima s HVO praktično priznajući privremeni poraz ideje o zauzimanju središnje Bosne i protjerivanju Hrvata s ovih prostora. Tome je doprinijela i snažna diplomatska ofenziva Zagreba. Izvjesno je da je netko za ovu akciju Bošnjacima-Muslimanima dao rok do kojeg smiju pokušati obaviti prljavu osvajačku akciju. Neuspjehom u akciji koja se rastegnula cijeli mjesec, premda su imali element iznenađenja napadom na saveznika koji je imao puno povjerenje u njih, premda su imali brojčanu nadmoć, izoliranost protivnika, logističku ograničenost protivnika, vojne tvornice pod svojim nadzorom, diskretnu terensku pomoć tobože neutralnog unprofora i promatrača, potporu trećeg ratnog protivnika - Srba s kojima su očigledno bili u dogovoru (nenapadanje nezaštićenih položaja, topnička potpora, prodaja streljiva), diplomatsku potporu, potporu međunarodnih medija, nisu uspjeli.
Oporavljajući se od ogromnih gubitaka, sigurno najvećih u cijelom ratu od 1992. – 1995., ABiH će se spremati za sljedeću priliku. Neće to biti protiv srpskih snaga jer je registriran prestanak njihovih međusobnih sukoba i povlačenja snaga ABiH s visočkog, maglajskog, zavidovićkog i ilijaškog ratišta, što je potvrdilo sumnje na srpsko-muslimanski dogovor.
Travnja 1993. sa svojim zemljakom iz Sandžaka Ejupom Ganićem, sutvorac projekta istjerivanja Hrvata nazočio je na sastanku održanom u prostorijama Željezare Zenica. Od Envera Hadžihasanovića i vrha III. korpusa Armije BiH zatražio je neodgodivi napad na HVO, što je i bilo.
Posljedica muslimanskih izgreda u Fojnici 24. travnja 1993. bila je 8 žrtava u gradu.
Na poziv iz Sarajeva, Muslimani u postrojbama fojničkoga HVO-a povlače se i pomalo se rastakao krhki mir. 3. svibnja 1993. Muslimani su napravili još jedan ozbiljni incident u fojničkoj općini. Na planini Zecu oskvrnuli su spomen-križ, što je ogorčilo Hrvate katolike, koji su ovaj izgred doživjeli kao napadaj na svoju vjeru i na dio svoga hrvatskog identiteta.
U prvoj polovici lipnja ABiH je napala i zauzela Travnik, dok su hrvatske snage držale 2/3 bojišnice prema Srbima. Nakon zauzimanja, Hrvate je iz tog kraja protjerala.
Lipnja 1993. u fojničkom selu Polje Ščitovo muslimansko-bošnjačke snage počinile su ratni zločin nad hrvatskim civilima. Ubili su dvije starice koje u napadu Armije BiH nisu pobjegle s ostalim Hrvatima, nego su ostale kući. U isto vrijeme u Ščitovu ubile su muslimansko-bošnjačke snage dvoje Hrvata spalivši ih žive, tako što su im zapalili kuću. U Ščitovu su Muslimani spalili filijalnu crkvu Presvetog Srca Isusova zajedno s inventarom.
16. lipnja 1993. Ured obrane HVO-a Uskoplja je zbog učestalih napada muslimanskih snaga na području HZ Herceg-Bosne izdao proglas općoj javnoj mobilizaciji.

## Bitka
Fratri i časne sestre iz Fojnice pokušali su riješiti sve dijalogom, pozivali sve strane na razgovor. Predložili su Fojnicu proglasiti sanitetskom zonom, što je bio utemeljen zahtjev. Zato što je u gradu djelovala Specijalna bolnica za miopatična i reumatska oboljenja i Zavod za zbrinjavanje mentalno invalidnih osoba, bio je u skladu sa Statutom UN-a. 
Hrvati su pokušali proglasiti UN mirovnu zonu (ideja generala Mourillona), međutim, par dana nakon toga je ABiH zauzela gradić 2. – 16. srpnja 1993. Pred kraj hrvatsko-bošnjačkog sukoba, HVO je zauzeo sam ulaz u gradić kojeg je bošnjačka ABiH napustila. Međutim, radi političke klime, HVO nije zauzeo gradić, te je isti reokupirala ABiH u sljedećih dan-dva.
Početak srpnja 1993. bio je najteže doba za Hrvate fojničke općine u novijoj povijesti.
Uz posredovanje međunarodnih predstavnika dogovoren je Sporazum koji je Fojnicu, kao posebnu "sanitetsku zonu", trebao zaštiti od scenarija kakav je ratne 1993. godine viđen ovdje. Sporazum su klopili zapovjenik postrojbi HVO-a u Fojnici Branko Stanić, zapovjednik Armije BiH Nihad Kamenjaš i francuski general Philippe Morillon, tadašnji zapovjednik snaga UNPROFOR-a u BiH. saveznici su zabili Hrvatima nož u leđa. Prekršili su taj Sporazum. Za Hrvate Fojnice početak srpnja 1993. godine bio je najteže je razdoblje u novijoj povijesti. Dojučerašnji saveznici – bošnjački politički vrh i Armija BiH zadali su udarac u leđa Hrvatima koji su imali povjerenja u svoje saveznike Bošnjake. Tadašnje najviše bošnjačke vojne i političke strukture dale su naputak Armiji BiH da u svim sredinama gdje žive Hrvati glumi savezništvo s HVO-om sve dok ABiH ne ojača vlastite redove. Taj dan bio je 2. srpnja. Armija BiH napala je Fojnicu. Otvorenom napadu na grad prethodio je otvoreni napad ABiH dan prije, na Bajram 1. lipnja 1993. godne na ophodnju HVO-a na Dugom brdu kod Fojnice. Postrojbe Armije BiH otvorile su vatru i pritom su ubile dva hrvatska vojnika. Isti dana napale su jakim snagama hrvatska sela Božiće, Gojeviće i Lužine. U vrijeme tog napada održavao se sastana predstavnika Armije BiH i HVO-a u zapovjedništvu kanadskog bataljuna Unprofora, na kojem se pokušalo dogovoriti primirje. Izložene hrvatske snage nisu se mogle dugo opirati na fojničkom području zbog brojnosti Armije BiH, bolje naoružanosti i velikom motivu ABiH motivirana za osvajanje tuđih sela i kuća, većem nego za obranu sela otkamo su izbjegli. Isti dana stradala je katolička crkva i samostan časnih sestara. Hrvatske kuće vojnici Armije BiH su opljačkali, spalili i potom protjerali hrvatsko stanovništvo, po strategiji spržene zemlje i etničkog čišćenja.
Sve je rezultiralo egzodusom 6000 Hrvata koji je posljedica progona, ubojstava te brojnim zločinima nad Hrvatima za koje ni do danas nitko nije odgovarao. U sukobu na području Fojnice i okolnih sela bilo je 40 hrvatskih ratnih žrtava, od čega 13 zarobljenih i ubijenih vojnika HVO-a, troje djece i 24 odrasla civila. Među ubijenima su i gvardijan i vikar franjevačkog samostana fra Nikica Miličević i fra Leon Migić. Braneći Fojnicu poginulo je oko 100 pripadnika HVO-a, 300 je ranjeno, a 50 fojničkih Hrvata prošlo je kroz logore Armije BiH, većina u logoru "Silos" u Kaćunima, u općini Busovača.
16. srpnja posljedica muslimansko-bošnjačkih napada su 22 žrtve u gradu. Sredinom srpnja u selu Bakovićima još 3 žrtve.

## Posljedice
Fojnička je župa bila gotovo sva iseljena s područja koje je kontrolirala Armija BiH. Preostali malobrojni Hrvati bili su zlostavljani i izloženi diskriminaciji.
Nakon osvajanja i čišćenja Fojnice od Hrvata, ABiH se okrenula ka osvajanju Bugojna.

## Vanjske poveznice
- Portal Hrvata Bosne i Hercegovine Napad ABiH 02. – 10. srpnja 1993. i pad Fojnice, 10. srpnja 2010.